# پایگاه محافظتی ملی سلفریدگ
پایگاه محافظتی ملی سلفریدگ (به انگلیسی: Selfridge Air National Guard Base) یک فرودگاه است. این فرودگاه در کشور ایالات متحده آمریکا قرار دارد.